# 近衛基輔
近衛 基輔（このえ もとすけ）は、鎌倉時代の公卿。右大臣・近衛道経の子。官位は従二位・左近衛中将。

## 経歴
基輔は右大臣・近衛道経の長男として誕生し、侍従・中将などの官職を経て従二位まで昇進しましたが、その後は長期にわたり官位が停滞しました。嘉禎元年（1235年）以降、基輔は非参議の公卿の中では筆頭（従二位・左近衛中将）の立場となり、この時同格だったのは鷹司兼忠（従二位・右近衛中将・越前権守）でした。基輔は寛元3年（1245年）に48歳で逝去するまで二位中将の地位に留まり、生涯を通じて参議や納言に任命されることはありませんでした。
『尊卑分脈』によれば、その子・道俊は父・道経の養子となり、延慶2年に81歳で入滅したと記録されています。

## 官歴
※日付＝旧暦
- 承元4年
  - 1月6日：叙従五位上臨時
  - 1月14日：任侍従、同日聴禁色
- 建暦2年
  - 3月22日：叙正五位下
- 建保1年
  - 3月18日：聴禁色
- 建保3年
- 4月7日：叙従四位下[3]
- 建保2年
  - 1月13日：兼土佐権介
- 建保3年
  - 1月13日：叙従四位上
  - 12月15日：任左近衛中将
- 建保4年
  - 1月28日：叙正四位下臨時
- 建保6年[4]
  - 1月5日：叙従三位
  - 1月16日：左中将如元
- 承久3年[5]
  - 11月16日：叙正三位
- 承久4年
  - 1月24日：兼肥後権守
- 安貞2年
  - 2月7日：叙従二位
- 暦仁1年
  - 7月29日：服解父道経公薨

- - 9月24日：復任
- 寛元3年
  - 某月某日：薨年四十八

## 系譜
- 父：近衛道経（1184-1238）
- 母：武蔵守藤原以頼女
- 妻：不詳
- 生母不詳の子女
  - 男子：道俊 (1229-1309) - 法務大僧正[6]